# Rasmus Dahlin
Rasmus Dahlin (* 13. dubna 2000 Trollhättan, Švédsko) je profesionální hokejový obránce, který v současné době hraje za Buffalo Sabres v kanadsko-americké soutěži National Hockey League (NHL). Ve vstupním draftu NHL 2018  byl Dahlin vybrán jako první ze všech týmem Buffalo Sabres.

## Hráčská kariéra
V sezóně 2016–17 vstřelil Dahlin 12. listopadu 2016 s Frölundou HC svůj první gól Švédské hokejové ligy (SHL) ve hře proti Karlskrona HK. 

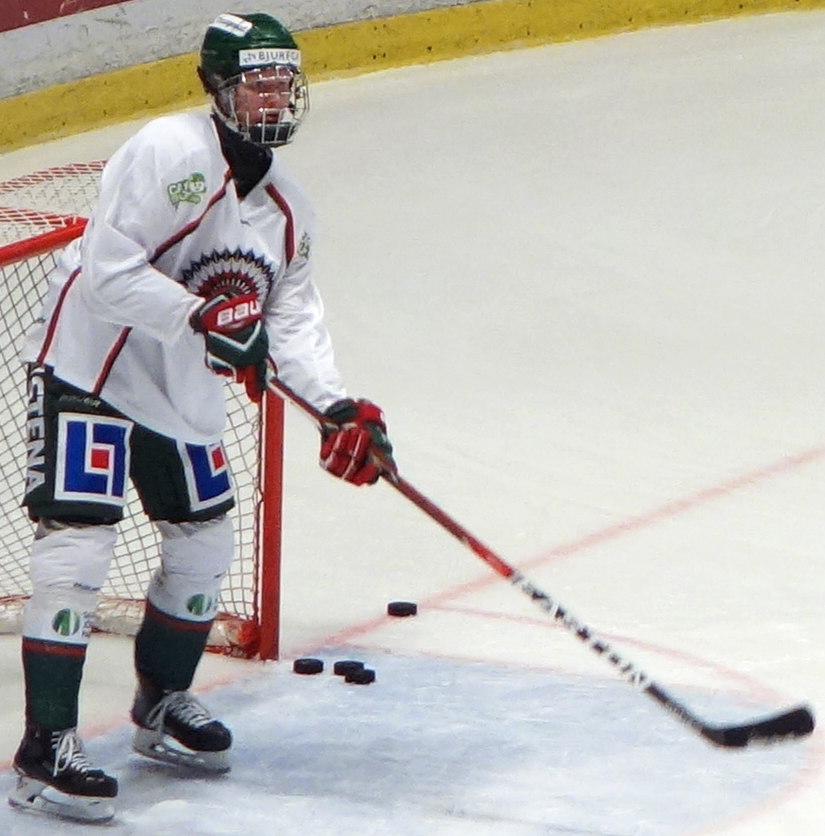
Dahlin s Frölundou HC v roce 2018.

Před vstupem do NHL v roce 2018 byl Dahlin všeobecně považován za jeden z největších talentů. Byl popisován jako chytrý, všestranný obránce, vybavený dobrým bruslením, manipulací s pukem, vnímavostí, inteligencí a střelbou. Dan Marr z ústředního skautského úřadu NHL ho popsal jako mimořádně talentovaného prospekta, který by mohl ovlivnit budoucnost jeho týmu podobným způsobem jako Erik Karlsson a Victor Hedman.
Dne 22. června 2018 se stal Dahlin jedničkou draftu, když si ho vybralo Buffalo Sabres.  Stal se tak první švédskou jedničkou draftu od Matse Sundina v roce 1989 a celkově druhou švédskou jedničkou v historii. 9. července podepsal se Sabres tříletou nováčkovskou smlouvu.  Dahlin se zúčastnil tréninkového kempu Sabres, kde se svými výkony dostal na soupisku sezóny 2018–19.  Debutoval v NHL 4. října při porážce 4–0 proti Bostonu Bruins.  Dahlin zaznamenal svůj první gól v NHL 13. října při vítězství 3–0 nad Arizonou Coyotes.  9. února 2019 po vítězství nad Detroitem Red Wings se stal Dahlin pátým obráncem v historii NHL který zaznamenal 30 bodů před dovršením 19. roku.  Po jeho nováčkovské sezóně byl Dahlin jmenován jedním ze tří finalistů Calder Memorial Trophy. 

## Reprezentační kariéra
Ve věku 16 let byl Dahlin nejmladším hráčem, který kdy hrál za Švédsko na mistrovství světa IIHF U20, a celkově nejmladším hráčem juniorského mistrovství světa v hokeji v roce 2017.  Dahlin se účastnil mistrovství světa v ledním hokeji juniorů v roce 2018, kde zaznamenal rekordních šest asistencí a pomohl týmu vyhrát stříbro.  Na mistrovství byl jmenován nejlepším obráncem turnaje poté, co se stal druhým nejlepším hráčem v počtu získaných bodů.  Poté, co si Dahlin a několik dalších jeho spoluhráčů sundali své stříbrné medaile při slavnostním vyhlášení, byl suspendován na první dva zápasy mistrovství světa v ledním hokeji 2019. 
Dahlin také reprezentoval švédský seniorský tým na zimních olympijských hrách 2018, stal se tak nejmladším hráčem turnaje, a také nejmladším hráčem který se zúčastnil mužské kategorie od roku 1984. 

## Ocenění a úspěchy
| Cena            | Rok           |        |
| CHL             | CHL           | CHL    |
| --------------- | ------------- | ------ |
| Šampión         | 2017          | [ 18 ] |
| NHL             |               |        |
| Nováček měsíce  | Listopad 2018 | [ 19 ] |
| All-Rookie Team | 2018–19       | [ 20 ] |

## Prvenství
- Debut v NHL - 4. října 2018 (Buffalo Sabres proti Boston Bruins)
- První asistence v NHL - 11. října 2018 (Buffalo Sabres proti Colorado Avalanche)
- První gól v NHL - 13. října 2018 (Arizona Coyotes proti Buffalo Sabres, finskému brankáři Anttimu Raantovi)

## Statistiky

### Klubové statistiky
| Sezóna      | Klub           | Soutěž      |     | Základní část | Základní část | Základní část | Základní část | Základní část |   | Play off | Play off | Play off | Play off | Play off |
| Sezóna      | Klub           | Soutěž      | Z   | G             | A             | B             | TM            | Z             | G | A        | B        | TM       |          |          |
| 2014/15     | HC Lidköping   | Div.3       | 10  | 1             | 5             | 6             | 0             | -             | - | -        | -        | -        |          |          |
| 2015/16     | Frölunda HC    | J20         | 1   | 0             | 0             | 0             | 0             | -             | - | -        | -        | -        |          |          |
| 2016/17     | Frölunda HC    | J20         | 24  | 9             | 13            | 22            | 74            | 1             | 0 | 0        | 0        | 0        |          |          |
| 2016/17     | Frölunda HC    | SHL         | 26  | 1             | 2             | 3             | 6             | 14            | 3 | 2        | 5        | 2        |          |          |
| 2017/18     | Frölunda HC    | J20         | 1   | 1             | 1             | 2             | 0             | -             | - | -        | -        | -        |          |          |
| 2017/18     | Frölunda HC    | SHL         | 41  | 7             | 13            | 20            | 20            | 6             | 1 | 2        | 3        | 2        |          |          |
| 2018/19     | Buffalo Sabres | NHL         | 82  | 9             | 35            | 44            | 34            | -             | - | -        | -        | -        |          |          |
| 2019/20     | Buffalo Sabres | NHL         | 59  | 4             | 36            | 40            | 38            | -             | - | -        | -        | -        |          |          |
| 2020/21     | Buffalo Sabres | NHL         | 56  | 5             | 18            | 23            | 26            | -             | - | -        | -        | -        |          |          |
| 2021/22     | Buffalo Sabres | NHL         | 80  | 13            | 40            | 53            | 68            | -             | - | -        | -        | -        |          |          |
| 2022/23     | Buffalo Sabres | NHL         | 78  | 15            | 58            | 73            | 92            | —             | — | —        | —        | —        |          |          |
| 2023/24     | Buffalo Sabres | NHL         | 81  | 20            | 39            | 59            | 66            | —             | — | —        | —        | —        |          |          |
| 2024/25     | Buffalo Sabres | NHL         | 73  | 17            | 51            | 68            | 54            | —             | — | —        | —        | —        |          |          |
| SHL celkově | SHL celkově    | SHL celkově | 67  | 8             | 15            | 23            | 26            | 20            | 4 | 4        | 8        | 4        |          |          |
| NHL celkově | NHL celkově    | NHL celkově | 509 | 83            | 277           | 360           | 378           | —             | — | —        | —        | —        |          |          |

### Reprezentační statistiky
| Rok             | Tým             | Soutěž          | Z  | G | A  | B  | TM |
| --------------- | --------------- | --------------- | -- | - | -- | -- | -- |
| 2016            | Švédsko 18      | MIH             | 5  | 1 | 1  | 2  | 2  |
| 2017            | Švédsko 20      | MSJ             | 7  | 1 | 1  | 2  | 4  |
| 2018            | Švédsko 20      | MSJ             | 7  | 0 | 6  | 6  | 6  |
| 2018            | Švédsko         | OH              | 2  | 0 | 1  | 1  | 0  |
| 2022            | Švédsko         | MS              | 8  | 2 | 5  | 7  | 4  |
| 2024            | Švédsko         | MS              | 10 | 2 | 7  | 9  | 29 |
| Junioři celkově | Junioři celkově | Junioři celkově | 19 | 2 | 8  | 10 | 12 |
| Senioři celkově | Senioři celkově | Senioři celkově | 20 | 4 | 13 | 17 | 33 |